# GM Holden Ltd
Holden je australski proizvođač automobila te je u vlasništvu General Motors-a.

## Povijest
James Alexander Holden emigrirao je 1852. godine iz Engleske u južnu Australiju te je 1856. osnovao J.A. Holden & Co tvrtku za izradu sedla za konje u gradu Adelaide. Edward Holden, Jamesov sin počeo je raditi o očevoj tvrtki 1905. godine, a zanimali su ga automobili. Dalje je tvrtka imala više partnera, sve dok se nije 1908. godine kao Holden i Frost počela baviti popravcima automobilske unutrašnjosti. Tvrtka je počela s proizvodnjom bočnih stranica za motocikle 1913.  J.A. Holden osnovao je novu tvrtku 1919., Holden's Motor Body Builders Ltd (HMBB) koja se specijalizirala za izradu automobilskih dijelova šasije (limarija). Do 1923. godine HMBB je proizvodio 12,000 šasija godišnje.  Za vrijeme velike krize tridesetih 1931. godine je General Motors kupio tvrtku i nazvao ju General Motors–Holden's Ltd. Od tada još su bile dvije promjene imena tvrtke, prva 1998. godine kad je tvrtka nazvana Holden Ltd, druga u svibnju 2005. kad je tvrtka dobila ime GM Holden Ltd.

## 2009 Holden vozila
- Astra (Opel Astra)
- Barina (Daewoo Kalos)
- Caprice
- Captiva (Daewoo Windstorm)
- Captiva MaXX (Opel Antara)
- Colorado (Isuzu D-Max)
- Combo (Opel Combo)
- Commodore
- Cruze (Chevrolet Cruze)
- Epica (Daewoo Tosca)
- Sportwagon
- Statesman
- Ute

## Ostali modeli
- Holden HZ